# Iruan Ergui Wu
Iruan Ergui Wu (em chinês tradicional 吳憶樺, Wu Yi-hwa, nascido em 1995), é um menino brasileiro-taiwanês cuja batalha por sua custódia causou um escândalo internacional
 similar ao de Elián González, de Cuba.
Seus pais jamais foram oficialmente casados. Sua mãe, brasileira, faleceu de leucemia de 1998. Enquanto Iruan visitava com o pai, o capitão de barco de pesca Teng Shu Wu, sua família paterna, em Taiwan, em 2001, este também morre, vítima de um acidente de barco. Desde então, o menino permaneceu em Taiwan junto de sua família paterna, que não possuía sua custódia.
Em 2003, sua avó brasileira tentou resgatá-lo, e a corte taiwanesa decidiu que Iruan deveria ir com ela. Entretanto, sua família paterna se recusou a devolvê-lo.
Após o ultimato em 9 de fevereiro de 2004, tentou levar a criança consigo para o Brasil, mas o ultimato foi ignorado. Antes do ultimato, sua família brasileira já estava em Taiwan, e sua tia brasileira, Patrícia Ergui Tavares, encontrou-se com a tia taiwanesa de Iruan, Lee Shu-Hua, a qual parecia ter crescido o afeto pelo menino. Eles concordaram em devolver a criança; mas sua família Taiwanesa pediu para ensiná-lo sobre sua língua e cultura à distância.
Em 13 de fevereiro, ele retornou ao Brasil, onde ele encontrou boas-vindas no Aeroporto Salgado Filho, em Porto Alegre, após um voo de 35 horas.